# Ferdinand Cattini
Ferdinand Cattini, švicarski hokejist, * 27. september 1916, Grono, Švica, † 17. avgust 1969, Davos, Švica. 
Cattini je bil hokejist kluba HC Davos v švicarski ligi in švicarske reprezentance, s katero je nastopil na dveh olimpijskih igrah, kjer je osvojil eno bronasto medaljo, več Svetovnih prvenstvih, na katerih je osvojil eno srebrno in bronasto medaljo, ter enem Evropskem prvenstvu, na katerem je osvojil bronasto medaljo.
Tudi njegov brat Hans je bil hokejist.